# GLOE
GLOE株式会社（英: GLOE Inc.）は、東京都新宿区に本社を置くeスポーツの総合商社。
面白法人カヤックの特定子会社で、代表取締役は谷田優也、古澤明仁。2022年11月30日、国内初のeスポーツ株として東京証券取引所グロース市場へ上場した。

## 概要
2015年11月19日にeスポーツイベント制作会社として設立したウェルプレイド株式会社と株式会社RIZeSTが2021年2月1日に合併し、ウェルプレイド・ライゼスト株式会社を設立。ゲーム・eスポーツに関するイベントや大会の企画・運営、映像制作・配信、プロモーション、キャスティング、施設運営、コンサルティング、インフルエンサーマーケティング、クリエイターサポートを主な事業に、eスポーツを活用した地方創生や新規事業創出を行っている。
2024年2月1日付で、商号をGLOE株式会社に変更した。

## 配信スタジオ

### GLOEスタジオ
収録・動画配信に特化したスタジオで、防音設備や業務用機材を常設している。

### e-sports SQUARE
eスポーツ特化型施設として2013年に千葉県市川市にオープン。2014年に秋葉原へ移転した。。配信設備や大会運営設備、実況・解説専用ブースが完備されており、観客席を設置することも可能。

## グループ企業

### 株式会社en-zin
2023年8月2日設立。eスポーツイベントのセールスプロモーション事業、イベント制作事業